# Rita Coolidge
Pour les articles homonymes, voir Coolidge.
 (octobre 2024).
Si vous disposez d'ouvrages ou d'articles de référence ou si vous connaissez des sites web de qualité traitant du thème abordé ici, merci de compléter l'article en donnant les références utiles à sa vérifiabilité et en les liant à la section « Notes et références ».
Rita Coolidge, née le 1er mai 1945 à Lafayette (Tennessee), est une artiste américaine à la fois chanteuse et actrice.
Au cours des années 1970 et 1980, ses chansons figuraient sur les charts pop, country, adulte contemporain et jazz du magazine Billboard, et elle a remporté deux Grammy Awards avec son collègue musicien et mari à l'époque Kris Kristofferson. Ses albums incluent (Your Love Keeps Lifting Me) Higher and Higher, We're All Alone, I'd Rather Leave While I'm in Love et la chanson thème du film de James Bond Octopussy : All Time High de 1983.

## Biographie

### Jeunesse
Rita Coolidge est la fille de Dick et Charlotte Coolidge, respectivement pasteur et institutrice; elle a deux sœurs, Linda et Priscilla et un frère, Raymond. Elle est d'ascendance cherokee et écossaise. Elle a fréquenté le Maplewood High School de Nashville et est diplômée d'Andrew Jackson Senior High à Jacksonville, en Floride. Coolidge est diplômé de la Florida State University. Elle est membre de la sororité Alpha Gamma Delta.

### Carrière
Après avoir chanté près de Memphis (y compris lorsqu'elle interprétait des jingles), Rita Coolidge a été découverte par Delaney & Bonnie, qui ont travaillé avec elle à Los Angeles. Là, elle est devenue choriste pour Leon Russell, Joe Cocker, Harry Chapin, Bob Dylan, Jimi Hendrix, Eric Clapton, Dave Mason, Graham Nash et Stephen Stills. Elle a participé à la tournée et à l'album Mad Dogs and Englishmen de Joe Cocker, chantant la chanson "Superstar" de Russell et Bonnie Bramlett. Elle n'a pas reçu de crédits d'écriture pour Superstar qui est devenu plus tard un succès pour The Carpenters.
Elle est devenue connue sous le nom de « The Delta Lady » et a inspiré Russell à écrire une chanson du même nom pour elle en 1970.

#### Layla

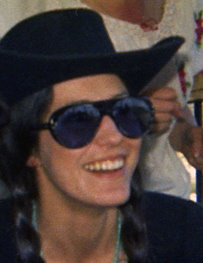
Rita Coolidge en 1972.

Rita Coolidge n'a pas été créditée dans l'écriture sur le single Layla de 1971 du groupe d'Eric Clapton, Derek and the Dominos. En 2016, elle a déclaré qu'elle avait enregistré une démo avec son petit ami, le batteur du groupe Jim Gordon, avant de se rendre en Angleterre pour enregistrer avec Clapton. Une fois qu'ils ont rencontré Clapton, Rita Coolidge a chanté la chanson qu'elle a composée pour lui et elle lui a donné une cassette. Clapton, impressionné par la chanson, l'a utilisé sans le lui dire, dans le cadre de la section coda. Ce qu'elle a découvert en écoutant le morceau un an plus tard. Elle a essayé de contacter Clapton, mais son manager Robert Stigwood lui a dit : « Qu'est-ce que tu vas faire? Tu es une fille. Tu n'as pas d'argent pour lutter contre ça. » Elle n'a pu en parler avec Clapton lui-même mais pense qu'il est au courant de la situation.
Bien que seul Gordon ait été officiellement crédité de cette partie, le claviériste du groupe Bobby Whitlock a déclaré :
« Jim a pris cette mélodie de piano de son ex-petite amie, Rita Coolidge. Je le sais parce qu'à l'époque de Delaney & Bonnie, je vivais dans la vieille maison de John Garfield dans les collines d'Hollywood et il y avait une maison d'hôtes avec un piano droit. Rita et Jim étaient là-haut dans la maison d'hôtes et m'ont invité à participer à l'écriture de cette chanson avec eux intitulée Time. Sa sœur Priscilla a fini par l'enregistrer avec son mari, Booker T. Jones (de Booker T. & the M.G.'s). Jim a pris la mélodie de la chanson de Rita et ne lui a pas accordé de crédit pour l'avoir écrite. Son petit ami l'a arnaquée. »
Time a fini sur l'album de 1973 Chronicles par Booker T. et Priscilla.

#### Kris Kristofferson
En novembre 1970, Rita Coolidge rencontra Kris Kristofferson à l'aéroport de Los Angeles alors qu'ils prenaient tous les deux le même vol pour le Tennessee. Il est descendu à Memphis avec elle, plutôt que de continuer vers sa destination prévue à Nashville. Les deux se sont mariés en 1973 et ont enregistré plusieurs albums en duo, qui se sont bien vendus et ont valu au duo un Grammy Award de la meilleure performance country d'un duo ou d'un groupe avec Vocal en 1974 pour From the Bottle to the Bottom et en 1976 pour Lover Please.
Le plus grand succès de Rita Coolidge dans les charts pop est survenu entre 1977 et 1978 avec quatre succès consécutifs du Top 25, des remakes de Jackie Wilson (Your Love Keeps Lifting Me) Higher and Higher, We're All Alone de Boz Scaggs, The Temptations The Way You Do the Things You Do et You de Marcia Hines. Rita et Kris ont divorcé en juin 1980.

#### Carrière ultérieure
En 1992, Rita Coolidge a chanté avec Roger Waters sur la chanson titre de son troisième album solo studio Amused to Death.
Elle a également été parmi les premiers hôtes sur VH1, un réseau câblé américain. En 2006, elle a enregistré un album de standards, And So Is Love.
Le 25 juin 2019, le New York Times Magazine a répertorié Rita Coolidge parmi des centaines d'artistes dont le matériel aurait été détruit dans l'incendie des studios Universal de 2008.

#### Walela
En 1997, Rita Coolidge était l'un des membres fondateurs de Walela, un trio de musique amérindienne, qui comprenait également sa sœur Priscilla et sa fille Laura Satterfield. Le trio a sorti des albums studio en 1997 (Walela) et 2000 (Unbearable Love), un album live et un DVD (Live in Concert) en 2004 et un album de compilation (The Best of Walela) en 2007. Walela signifie colibri en Cherokee. Coolidge considérait ce groupe comme important, non seulement pour honorer ses ancêtres Cherokee mais aussi pour faire connaître leur culture aux autres. Également dans le cadre de son héritage amérindien, elle a joué avec Robbie Robertson, qui a une ascendance Mohawk, aux Jeux olympiques d'hiver de 2002.

### Vie privée

#### Relations personnelles
Rita Coolidge a eu des liaisons romantiques avec Stephen Stills et Graham Nash. Et lorsqu'elle a quitté Stills pour Nash, elle a été citée comme un facteur contribuant à la rupture initiale de Crosby, Stills, Nash & Young en 1970. Elle était la « douce petite fille indienne » nommée Raven dans la chanson Cowboy Movie sur l'album de David Crosby If I Could Only Remember My Name.
Elle était également impliquée avec Leon Russell et Joe Cocker. Au cours de la tournée Mad Dogs & Englishmen, le petit ami de Rita à l'époque, Jim Gordon, l'a agressée, ce qui lui a causé un œil au beurre noir pour le reste de la tournée. Coolidge a mis fin à la relation et ne lui a plus jamais parlé. Gordon a été diagnostiqué plus tard avec la schizophrénie et reconnu coupable du meurtre de sa propre mère.
Rita Coolidge a été mariée à Kris Kristofferson de 1973 à 1980. Leur fille et son unique enfant, Casey Kristofferson (également musicienne), est née en 1974. Leur mariage s'est détérioré après qu'elle a fait une fausse couche de  son deuxième enfant en 1977. Dans ses mémoires, Delta Lady, Rita a décrit son mariage avec Kristofferson comme instable en raison de l'alcoolisme et des infidélités de son mari. Elle a révélé qu'il était également émotionnellement violent et qu'il diminuait son talent. Quand ils ont divorcé, elle ne lui a rien demandé. Cependant, en 2016, elle a dit à People qu'elle et Kristofferson partageaient toujours un lien.
Elle a épousé Tatsuya Sugai, un leader mondial de la recherche en architecture informatique, le 19 juin 2004 aux Îles Cook. Suda, un citoyen japonais, a pris sa retraite en 2010 après un long mandat en tant que professeur à la Donald Bren School of Information and Computer Sciences (UC Irvine), lorsque des allégations de faute professionnelle à son encontre ont fait surface. En 2014, il a plaidé coupable d'une accusation de crime d'avoir reçu des paiements illégaux. Rita Coolidge avait vécu à Fallbrook en Californie, où elle peignait et exposait son travail.
En 2017, Rita Coolidge a ravivé une relation amoureuse avec un ancien amant d'université, Joe Hutto, et est retournée à Tallahassee.

#### Famille
En octobre 2014, la sœur de Rita, Priscilla, a été tuée par son mari, Michael Seibert, dans le cadre d'un meurtre suivi d'un  suicide. La douleur de cette perte a été exacerbée lorsque les cendres du tueur ont été livrées au domicile de Rita et qu'elle a dû s'en débarrasser.
Elle a été intronisée au Southern Museum of Music Hall of Fame en 2015.

## Discographie

### Albums
- Rita Coolidge (1971)
- Nice Feelin' (1971)
- The Lady's Not For Sale (1972)
- Full Moon (1973 - avec Kris Kristofferson)
- Fall Into Spring (1974)
- Break Away (1974 - avec Kris Kristofferson)
- It's Only Love (1975)
- Radio Special (1977)
- Anytime... Anywhere... (1977)
- Love Me Again (1978)
- Natural Act (1978 - avec Kris Kristofferson)
- Satisfied (1979)
- Live In Japan (1980)
- Heartbreak Radio (1981)
- Never Let You Go (1983)
- Inside The Fire (1984)
- That's the Way Love Is
- Good Old Days (1984)
- Fire Me Back (1990)
- Dancing With An Angel (1991)
- Love Lessons (1992)
- For You (1993)
- Someday (1994)
- Behind The Memories (1995)
- Cherokee (1995)
- Out Of The Blues (1996)
- Letting You Go With Love (1997)
- Thinking About You (1998)
- And So Is Love (2005)
- Safe in the Arms of Time (2018)

### Participations
- The Original Delaney & Bonnie & Friends de Delaney & Bonnie (1969)
- Joe Cocker! de Joe Cocker (1969)
- On Tour with Eric Clapton de Delaney & Bonnie (1970) - Coffret de 4 CD, George Harrison guitare sur le quatrième CD.
- Eric Clapton de Eric Clapton  (1970)
- Alone Together de Dave Mason (1970) Avec Leon Russell
- Stephen Stills de Stephen Stills  (1970)
- Mad Dogs and Englishmen de Joe Cocker (1970)- Chant sur Superstar et choriste sur tout l'album.
- Songs for Beginners de Graham Nash (1971 - Rita est aux pianos acoustique et électrique et aux chœurs.
- D&B Together de Delaney & Bonnie (1972)
- Headkeeper de Dave Mason (1972)
- Portrait Gallery de Harry Chapin (1975)
- Still Stills: The Best of Stephen Stills de Stephen Stills  (1976)
- Spirit Of The Forest - Artistes variés (1989)
- Amused to Death de Roger Waters  (1992) - Chant sur la pièce-titre avec Roger Waters.
- Contact from the Underworld of Redboy de Robbie Robertson (1998) - Chant sur 3 chansons.
- Mad Dogs & Englishmen: The Complete Fillmore East Concerts de Joe Cocker (2006) Coffret 6 CD
- 3D Music Album Demo & Audio Calibration Disc (2012) - Artistes variés - Chant sur Play Something Sweet (Brickyard Blues)

### Interprète
- 1979 : The Music for UNICEF Concert: A Gift of Song : Chant sur Fallen Angels et Put A Little Love In Your Heart
- 1980 : Coast to Coast : Chant sur Fool That I Am
- 1981 : The Pursuit of D.B. Cooper : Chant sur Maybe He Knows About You et Money
- 1983 : Triumphs of a Man Called Horse : Chant sur He's Coming Back
- 1983 : Octopussy : Chant sur All Time High
- 1983 : Strip Academy : Chant sur Sugar Don't Bite
- 1984 : Splash : Chant sur Love Came For Me
- 1999 : Shiloh 2: Shiloh Season : Chant sur I Just Needed A Friend
- 2001 : Christmas in the Clouds : Chant sur The Warrior
- 2010 : Dirty Girl : Chant sur Only You
- 2019 : Wine Country : Chant sur  We're All Alone

## Filmographie
- 1971 : Point limite zéro (Vanishing Point) : chanteuse (non créditée)
- 1973 : Pat Garrett & Billy le Kid : Maria
- 1976 : Une étoile est née : elle-même
- 1980 : The Christmas Raccoons (TV) : Melissa Raccoon (prête sa voix)
- 1981 : The Raccoons on Ice (TV) : Melissa Raccoon (prête sa voix)
- 1983 : Copper Mountain : elle-même
- 2001 : Christmas in the Clouds : Ramona
- 2002 : Changing Hearts : Mrs. Phelps
- 2004 : Walela: Live in Concert (vidéo) : elle-même
- 2005 : On Stage at World Cafe Live : elle-même
- 2017 : Joe Cocker: Mad Dog with Soul : elle-même
- 2021 : Learning to Live Together: The Return of Mad Dogs & Englishmen : elle-même
- 2021 : Women of the White Buffalo : narration